# Adolf Soetbeer
 (septembre 2020).
Adolf Soetbeer, né le 23 novembre 1814 à Hambourg et mort le 22 octobre 1892 à Göttingen, est un économiste allemand. Il est un promoteur de l'étalon-or qu'il fait adopter en Allemagne.

## Biographie
Adolf Soetbeer naît le 23 novembre 1814 à Hambourg.
En 1840, il devient bibliothécaire et en 1843 secrétaire de la Chambre de commerce de Hambourg, où il pose les bases de l'excellent système de statistiques commerciales qui a fait la réputation de la ville. Il publie Denkschrift über Hamburgs Münzverhältnisse (1846) et par la suite de nombreuses monographies et brochures, défendant la cause du monométallisme de l'or. Jusqu'à sa mort, il est le principal défenseur de l'étalon-or unique, dont l'adoption par l'Allemagne est due en grande partie à ses efforts.
Adolf Soetbeer meurt le 22 octobre 1892 à Göttingen.

## Publications
Parmi ses œuvres les plus importantes, on peut citer : 
- Denkschrift betreffend die Einführung der Goldwährung in Deutschland (1856)[2].
- Zur Frage der deutschen Münzeinheit (1861)[2].
- Beiträge zur Geschichte des Geld- et Münz- wesens en Deutschland (1862)[2].
- Edelmettalproduction und Wertverhältnis zwischen Gold und Silber seit der Entdeckung Amerikas bis zur Gegenwart (1879)[2],[1].
- Materialien zur Erläuterung und Beurteilung der wirtschaftlichen Edelmettallverhältnisse und der Währungsfrage (1885)[2].